# DCW234
DCW234（化学名：对丁酸基苯甲酸丁酯，Butyl 4-(butyryloxy)benzoate）是一种人工合成的非甾体雌激素和ERβ的选择性激动剂。